# Eumashona msasae
Eumashona msasae är en insektsart som först beskrevs av Hall 1935.  Eumashona msasae ingår i släktet Eumashona och familjen skålsköldlöss.
Artens utbredningsområde är Zimbabwe. Inga underarter finns listade i Catalogue of Life.